# Planalto (Rio Grande do Sul)
Planalto is een gemeente in de Braziliaanse deelstaat Rio Grande do Sul. De gemeente telt 10.734 inwoners (schatting 2009).

## Aangrenzende gemeenten
De gemeente grenst aan Alpestre, Ametista do Sul, Iraí, Nonoai en Rodeio Bonito.

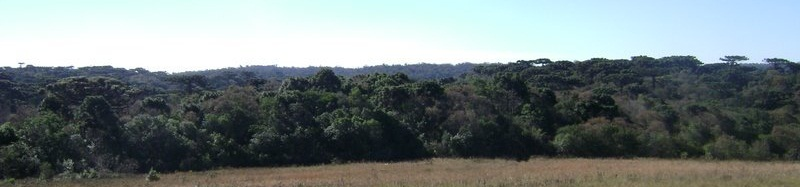
Bosreservaat van Nonoai (Planalto)